# Breitewiese

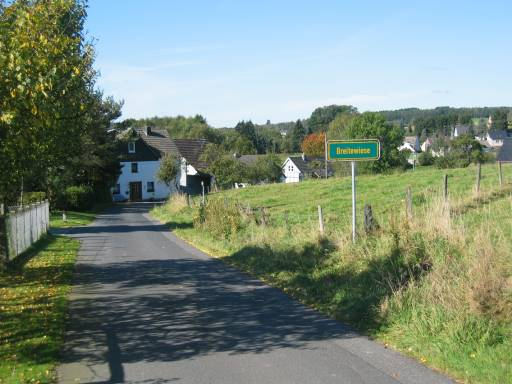
Ortshinweistafel von Breitewiese

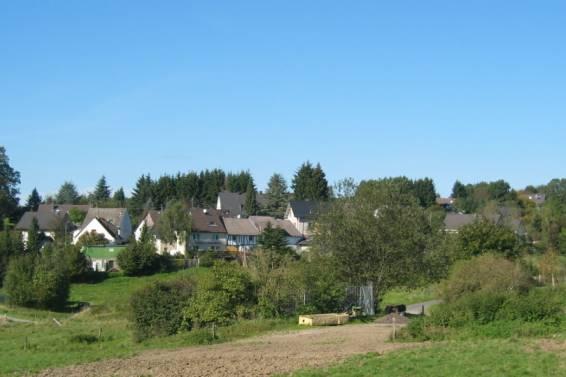
Ansicht von Breitewiese

Breitewiese ist ein Ortsteil von Nümbrecht im Oberbergischen Kreis im südlichen Nordrhein-Westfalen innerhalb des Regierungsbezirks Köln.

## Lage und Beschreibung
Der Ort liegt zwischen den Nümbrechter Ortsteilen Wirtenbach im Norden und Hömel im Süden. Der Ort liegt in Luftlinie rund 2,8 km südöstlich vom Ortszentrum von Nümbrecht entfernt.

## Busverbindungen
Haltestelle: Breitewiese Abzw.
- 302 Gummersbach Bf, Waldbröl Busbf – (OVAG, Werktagsverkehr, samstags Taxibusverkehr)